# 鹽谷町
鹽谷町（日语：／ Shioya machi */?）是位於栃木縣北部，屬鹽谷郡的一町。